# チチェスター伯爵
チチェスター伯爵（チチェスターはくしゃく、英語: Earl of Chichester）は、イギリスの伯爵位。
過去に3度創設されている（第1期と第2期はイングランド貴族爵位）。現存する第3期のチチェスター伯爵位は、元首相初代ニューカッスル公爵トマス・ペラム＝ホリスが1762年に叙されたスタンマーのペラム男爵を前身とし、1801年に2代男爵トマス・ペラムが連合王国貴族爵位として叙されたのに始まっている。

## 歴史

### ペラム家前
初代ダンズモア男爵フランシス・リー(?-1653) が、1644年6月3日にイングランド貴族爵位としてチチェスター伯爵位を受けたのが最初の創設である。彼には男子がなかったが、同伯爵位は娘婿の第4代サウサンプトン伯爵トマス・リズリー (1608–1667) への特別継承権 (Special remainder) を認めていた。そのため初代伯の死後にはリズリーが2代伯を継承したが、彼にも男子がなかったので、その死とともに爵位は絶えた。
ついでチャールズ2世の非嫡出子チャールズ・フィッツロイ (1662-1730) が、1675年9月10日にサウサンプトン公爵位とともにイングランド貴族爵位として叙されたのが二度目の創設である。彼はさらに1709年に母からクリーヴランド公爵位を継承している。
しかし2代伯であるウィリアム・フィッツロイが子供無く死去したことで爵位は消滅した。

### ペラム家
現存する第3期のチチェスター伯爵は、ペラム家によって世襲されている。ペラム家が最初に称号を得たのは、庶民院議員として活躍したトマス・ペラム(1540–1624) が1611年5月22日に叙せられた「カウンティ・オブ・サセックスにおけるロートンのペラム準男爵 (Baronet Pelham, of Laughton, county of Sussex)」である。その曾孫である4代準男爵サー・トマス・ペラム (1653–1712) もホイッグ党の庶民院議員として活躍し、1706年12月16日にはイングランド貴族爵位「カウンティ・オブ・サセックスにおけるロートンのペラム男爵 (Baron Pelham of Laughton, county of Sussex)」に叙せられた。

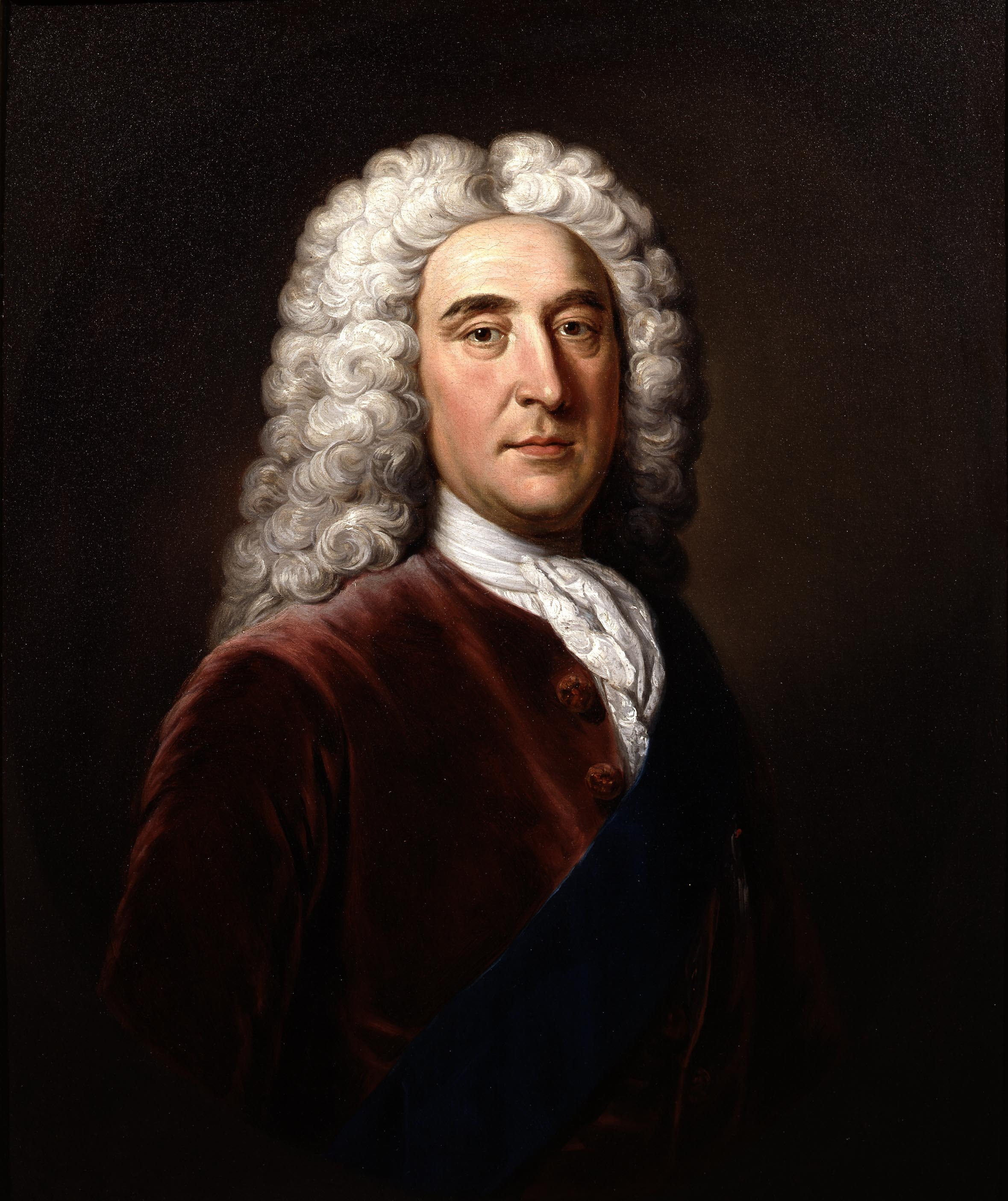
首相を務めた初代ニューカッスル公爵トマス・ペラム＝ホリス。

その息子であるトマス・ペラム＝ホリス (1693–1768) は、母方の伯父にあたる初代ニューカッスル＝アポン＝タイン公爵ジョン・ホリス (1662-1711) の財産を継承した関係で1715年8月11日にニューカッスル＝アポン＝タイン公爵位を新規に授与された。
彼は政界においてホイッグ党幹部の貴族院議員として活躍し、首相を2期（在職：1754年 - 1756年、1757年 - 1762年）を務めた。しかし彼には子供がないため、爵位は絶えることが予想され、晩年に特別継承権付きの爵位を2つ与えられた。1つは1756年に与えられた甥（妹の息子）の9代リンカーン伯爵ヘンリー・クリントンへの特別継承を認められたグレートブリテン貴族爵位「ニューカッスル＝アンダー＝ライン公爵」位であり、そしてもう一つが、1762年5月に与えられた従甥（3代準男爵の次男の孫）のトマス・ペラム (1728–1805) への特別継承が認められたグレートブリテン貴族爵位「カウンティ・オブ・サセックスにおけるスタンマーのペラム男爵 (Baron Pelham of Stanmer, county of Sussex)」だった。
このトマス・ペラムもニューカッスル公の後援でホイッグ党の政治家で活躍していた。1768年にはニューカッスル公の死で第2代スタンマーのペラム男爵を継承し、さらに1801年6月23日には連合王国貴族チチェスター伯爵に叙せられた。
これが現在まで続く第3期のチチェスター伯爵位の創始である。
2代伯爵トマス (1756–1826) は、トーリー党の政治家として内務大臣（在職1801年-1803年）などの閣僚職を務めた。
8代伯爵ジョン (1912–1944) は、第二次世界大戦に従軍したが、作戦行動中の交通事故で死亡した。
2015年現在の当主はその息子である9代伯爵ジョン・ペラム (1944-) である。

## 従属爵位・準男爵位
現在の当主9代チチェスター伯爵ジョン・ペラムは以下の爵位を有している。
- 第9代チチェスター伯爵 (9th Earl of Chichester)
(1801年6月23日の勅許状による連合王国貴族爵位)
- 第9代サセックス州におけるスタンマーのペラム男爵 (9th Baron Pelham of Stanmer in the County of Sussex)
(1762年5月4日の勅許状によるグレートブリテン貴族爵位) ※法定推定相続人が儀礼称号に使用
- 第14代サセックス州におけるロートンのペラム準男爵 (14th Baronet, of Laughton in the County of Sussex)
(1661年5月22日の勅許状によるイングランド準男爵位)

## 一覧

### チチェスター伯 第1期 (1644年)
- 初代チチェスター伯フランシス・リー（英語版） (-1653)
- 第2代チチェスター伯 / 第4代サウサンプトン伯トマス・リズリー (1608–1667)

### チチェスター伯 第2期 (1675年)
- サウサンプトン公爵参照

### ロートンのペラム準男爵 (1611年)
- 初代準男爵サー・トマス・ペラム（英語版） (1540–1624)
- 2代準男爵サー・トマス・ペラム（英語版） (1597–1654)
- 3代準男爵サー・ジョン・ペラム（英語版） (1623–1703)
- 4代準男爵サー・トマス・ペラム (1653–1712) (1706年にペラム男爵叙爵)

### ロートンのペラム男爵  (1706年)
- 初代ペラム男爵トマス・ペラム (1653–1712)
- 2代ペラム男爵トマス・ペラム＝ホリス (1693–1768) (1715年にニューカッスル＝アポン＝タイン公、1756年にニューカッスル＝アンダー＝ライン公、1762年にスタンマーのペラム男爵叙爵)

### ニューカッスル公及びスタンマーのペラム男爵 (1715年/1756年/1762年)
- 初代ニューカッスル公・初代スタンマーのペラム男爵トマス・ペラム＝ホリス (1693–1768)

### スタンマーのペラム男爵 (1762年)
- 2代ペラム男爵トマス・ペラム (1728–1805) (1801年にチチェスター伯爵叙爵)

### チチェスター伯 第3期 (1801年)
- 初代チチェスター伯トマス・ペラム (1728–1805)
- 2代チチェスター伯トマス・ペラム (1756–1826)
- 3代チチェスター伯ヘンリー・トマス・ペラム (1804–1886)
- 4代チチェスター伯ウォルター・ジョン・ペラム (1838–1902)
- 5代チチェスター伯フランシス・ゴドルフィン・ペラム (1844–1905)
- 6代チチェスター伯ジョセリン・ブルードネル・ペラム（英語版） (1871–1926)
- 7代チチェスター伯フランシス・ゴドルフィン・ヘンリー・ペラム (1905–1926)
- 8代チチェスター伯ジョン・バクストン・ペラム (1912–1944)
- 9代チチェスター伯ジョン・ニコラス・ペラム（英語版） (1944-)
  - 現当主には男子がなく、推定相続人は、現当主の又従兄弟にあたるリチャード・アーサー・ヘンリー・ペラム (1952-)である。彼は5代伯の次男の孫にあたる。